# Ljustjärnen (Säfsnäs socken, Dalarna, 667421-143405)
Ljustjärnen är en sjö i Ludvika kommun i Dalarna och ingår i Norrströms huvudavrinningsområde.